# World Peace Is None of Your Business
World Peace Is None of Your Business är Morrisseys tionde soloalbum. Albumet spelades in februari 2014 och utgavs 15 juli 2014. Albumet släpptes genom skivbolaget Harvest och producerades av Joe Chiccarelli. Albumet nådde plats 2 på UK Albums Chart och nådde som bäst plats 14 på Billboard 200.

## Låtlista
1. "World Peace Is None of Your Business" (4:21)
2. "Neal Cassady Drops Dead" (4:02)
3. "I'm Not a Man" (7:50)
4. "Istanbul" (4:40)
5. "Earth Is the Loneliest Planet" (3:38)
6. "Staircase at the University" (5:30)
7. "The Bullfighter Dies" (2:05)
8. "Kiss Me a Lot" (4:03)
9. "Smiler with Knife" (5:13)
10. "Kick the Bride Down the Aisle" (5:18)
11. "Mountjoy" (5:08)
12. "Oboe Concerto" (4:07)

Total längd: 54:35